# エンペラー (護衛空母)
|          |                               |
| 艦歴     |                               |
| 発注     |                               |
| 起工     | 1942年6月23日                 |
| 進水     | 1942年10月7日                 |
| 就役     | 1943年8月6日                  |
| 退役     | 1946年3月28日                 |
| 除籍     |                               |
| その後   | スクラップとして売却          |
| 性能諸元 |                               |
| 排水量   | 満載：15,126トン              |
| 全長     | 492 ft (150 m)                |
| 全幅     | 69.5 ft (21.2 m)              |
| 吃水     | 25.25 ft (7.7 m)              |
| 機関     | 蒸気タービン1軸推進、8,500shp |
| 最大速   | 16.5 ノット (31 km/h)         |
| 航続距離 |                               |
| 乗員     | 士官、兵員646名               |
| 兵装     | 5インチ砲2門                  |
| 艦載機   | 24                            |

パイバス (USS Pybus, AVG/ACV/CVE-34) は、アメリカ海軍の護衛空母。ボーグ級航空母艦の1隻。

## 艦歴
艦は海事委任契約の下ワシントン州タコマのシアトル・タコマ造船所で1942年6月23日に起工する。1942年8月20日に ACV-34（補助空母）に艦種変更され、1942年10月7日にピュージェット・サウンド海軍造船所で進水する。1943年7月15日に CVE-34（護衛空母）に艦種変更され、レンドリース法に基づきイギリス海軍に移管された。
パイバスは整調後太平洋艦隊に一時合流、1943年8月6日にニューヨークで退役し、イギリス海軍でエンペラー (HMS Emperor, D98) として就役した。エンペラーはドイツ戦艦ティルピッツへの攻撃を支援し、ノルマンディー上陸作戦では上空護衛任務を担当した。
戦争が終了すると1946年2月12日にアメリカ海軍に返還され、3月28日に除籍、5月14日にメリーランド州ボルチモアのパタプスコ・スチール・スクラップ社にスクラップとして売却された。